# Cold Springs
Cold Springs és una concentració de població designada pel cens dels Estats Units a l'estat de Nevada. Segons el cens del 2000 tenia 3.834 habitants.

## Demografia
Segons el cens del 2000, Cold Springs tenia 3.834 habitants, 1.316 habitatges, i 1.038 famílies La densitat de població era de 86,56 habitants per km².
Dels 1.316 habitatges en un 43,7% hi vivien nens de menys de 18 anys, en un 64,0% hi vivien parelles casades, en un 7,9% dones solteres, i en un 21,1% no eren unitats familiars. En el 14,1% dels habitatges hi vivien persones soles el 3,0% de les quals corresponia a persones de 65 anys o més que vivien soles. El nombre mitjà de persones vivint en cada habitatge era de 2,91 i el nombre mitjà de persones que vivien en cada família era de 3,23.
Per edats la població es repartia de la següent manera: un 31,3% tenia menys de 18 anys, un 4,6% entre 18 i 24, un 34,3% entre 25 i 44, un 24,2% de 45 a 64 i un 5,6% 65 anys o més.
L'edat mediana era de 35,2 anys. Per cada 100 dones hi havia 104,37 homes. Per cada 100 dones de 18 o més anys hi havia 103,95 homes.
La renda mediana per habitatge era de 54.511 $ i la renda mediana per família de 55.930 $. Els homes tenien una renda mediana de 41.425 $ mentre que les dones 27.402 $. La renda per capita de la població era de 20.561 $. Aproximadament el 4,6% de les famílies i el 4,4% de la població estaven per davall del llindar de pobresa.

## Poblacions més properes
El següent diagrama mostra les poblacions més properes.